# Red-Headed Baby
Pour plus de détails, voir Fiche technique et Distribution.
Red-Headed Baby est un dessin animé de Leon Schlesinger Studios, distribué par Warner Bros. Pictures, de la série des Merrie Melodies, réalisé par Rudolf Ising et sorti en 1931. 

## Fiche technique
- Titre original : Red-Headed Baby
- Titre en français : Jolie rouquine
- Réalisation : Rudolf Ising
- Producteurs : Hugh Harman, Rudolf Ising et Leon Schlesinger
- Musique : Frank Marsales
- Production : Leon Schlesinger Studios
- Distribution : Warner Bros. Pictures
- Durée : 6 minutes 40 secondes
- Format : noir et blanc - mono
- Langue : anglais
- Pays : États-Unis
- Date de sortie :  États-Unis : 26 décembre 1931
- Genre : Dessin-animé
- Licence : domaine public[1]